# 泰克卡拉科塔
泰克卡拉科塔（Tekkalakota），是印度卡纳塔克邦Bellary县的一个城镇。总人口23578（2001年）。

## 人口
该地2001年总人口23578人，其中男性11731人，女性11847人；0—6岁人口4315人，其中男2166人，女2149人；识字率30.37%，其中男性为41.20%，女性为19.64%。